# Lancedragon
Lancedragon (en anglais : Dragonlance) est une franchise transmédiatique développant un univers partagé de fantasy, créée en 1984 par les écrivains et auteurs de jeux Margaret Weis et Tracy Hickman dans le cadre du développement de la gamme du jeu de rôle sur table Donjons et Dragons. Une gamme de scénarios éponymes, dits « modules » dans le cadre d'Advanced Dungeons and Dragons, paraît conjointement à un cycle romanesque qui suit les aventures épiques d'un groupe de personnages, les Compagnons, autour de la Lancedragon, un objet magique qui permet de tuer les dragons. Le succès de ces scénarios et de ces romans amène la publication d'un grand nombre de romans et d'ouvrages de jeu.
Les histoires, romans comme modules de jeu, se déroulent majoritairement dans le monde médiéval-fantastique de Krynn.

## Histoire éditoriale

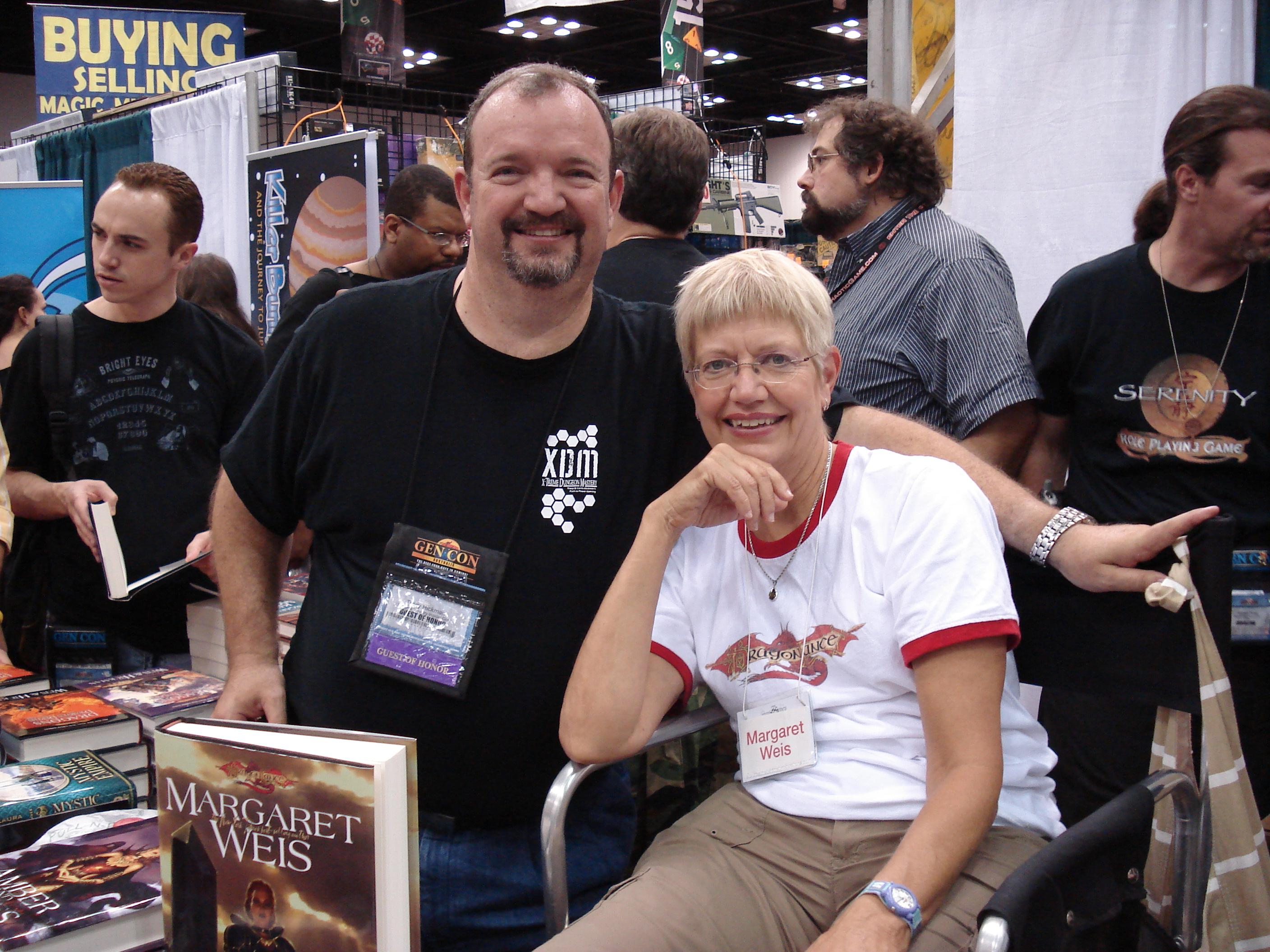
Tracy Hickman (à gauche) et Margaret Weis (à droite) lors de la convention américaine de jeux Gen Con en 2008.

La franchise Lancedragon est lancé par TSR, le premier éditeur du jeu de rôle Donjons et Dragons, à une époque où les frères Blume s'efforcent de diversifier les univers du jeu et les affaires de TSR, avec des projets comme les livres-jeux Quête sans fin ou la fabrication de jouets dérivés. TSR offre alors 500 dollars pour un bon scénario pour Donjons et Dragons ; Margaret Weis et Tracy Hickman, alors en difficulté financière, mais passionnés par le jeu, décident de proposer un projet. Le projet est accepté et TSR embauche Tracy Hickman pour écrire une série de scénarios dans un monde centré sur les dragons. L'univers doit être décliné également sous forme de figurines en plomb, et, aussi, pour la première fois, au travers de romans. TSR commence par embaucher un écrivain externe pour se charger du roman, tandis que Margaret Weis, qui a un parcours professionnel antérieur dans le monde de l'édition et une expérience en matière d'écriture, doit se charge du travail éditorial. Mais la collaboration est difficile et Weis et Hickman ne sont pas satisfaits par le résultat, notamment parce que l'auteur engagé n'apprécie visiblement pas le jeu. Weis et Hickman entament alors leur propre manuscrit et rédigent ensemble cinq chapitres. TSR apprécie tellement le résultat que l'entreprise congédie l'auteur en question pour leur confier à tous les deux la charge d'écrire les romans. Le duo se partage le travail : Tracy Hickman se charge de développer l'univers tandis que Margaret Weis écrit les romans. Tracy Hickman est aussi à l'origine des scénarios originaux de Lancedragon ; Margaret Weis, en plus d'écrire les romans, devient par la suite l'éditrice d'un des "modules" (scénarios pour Donjons et Dragons). La direction de TSR demeure cependant sceptique sur les chances de succès du premier roman, au point que l'entreprise tente de ne passer commande que de 30 000 exemplaires pour le premier tirage ; mais le tirage minimal possible chez l'imprimeur choisi est de 50 000.
Le premier roman publié est Dragons d'un crépuscule d'automne (Dragons of Autumn Twilight) qui est rapidement suivi par trois autres, tandis que le premier scénario publié dans cet univers pour Donjons et Dragons, la même année, est Dragons of Despair. Le tout premier roman est écrit après le scénario de jeu de rôle correspondant, ce qui impose aux auteurs des contraintes qu'ils jugent peu satisfaisantes, car le roman qui en résulte leur semble trop épisodique. Le processus est donc inversé dès le roman suivant, qui est écrit avant le scénario correspondant. Le succès rapide du premier roman débouche sur des réimpressions et sur la parution de nouveaux tomes. Lancedragon connaît un grand succès pendant la deuxième moitié des années 1980 avant d'être concurrencé par d'autres univers du jeu, en particulier les Royaumes oubliés, au cours des années 1990.
Les livres de Weis & Hickman sont les premiers à poser les bases de l'univers de Krynn et font la renommée de la série. D'autres auteurs contribuent par la suite aux développements de l'histoire de Krynn, et ce sur des périodes et des lieux très variés de l'univers de fiction, qui devient un univers partagé. Citons comme intervenants sur la série : Paul B. Thompson, Douglas Niles, Jeff Grubb (ces deux derniers ayant aussi, comme Hickman, développé des modules de jeu). En 1996, le cadre de campagne Dragonlance: Fifth Age est une version de Lancedragon dotée de son propre système, dérivé et simplifié par rapport à la version de Donjons et Dragons de l'époque, Advanced Dungeons and Dragons.
En 1997, TSR est racheté par Wizards of the Coast qui possède dorénavant les droits sur Donjons et Dragons et sur Lancedragon, tant les suppléments de jeu de rôle que les romans. En 1999, Wizards of the Coast devient une filiale d'Hasbro.
La version 3, en 2000, puis 3.5, en 2003, des règles de jeu de Donjons et Dragons, voit Wizards of the Coast créer le d20 system et le principe de l'OGL, une licence qui permet à des éditeurs tiers de publier du matériel pour le jeu de manière légale. Le succès du d20 system est propice à la création ou à la réédition de nombreux suppléments, scénarios et univers. Wizards of the Coast accorde une licence à l'équipe de Weis (Sovereign Press puis Margaret Weis Production) qui permet à la version jeu de rôle de Lancedragon de reprendre de l'essor. Seul le livre de base, intitulé Univers, est traduit en français. En 2004, Wizards of the Coast s'associe à l'éditeur Tor dans un partenariat rare (Tor étant habituellement un concurrent de Wizards of the Coast) pour promouvoir deux romans de Margaret Weis, The Dragon's Son et Amber and Ashes.
La licence n'est pas renouvelée à la suite du passage à la 4e édition du jeu. Les romans restent publiés par Wizards of the Coast en v.o. et traduits en français par le label Milady du groupe d'édition Bragelonne.
La cinquième édition de Donjons et Dragons donne lieu au retour de plusieurs univers connus. Ceux de Lancedragon et de Spelljammer sont annoncés en avril 2022. Lancedradon prend la forme d'une nouvelle campagne dans le monde de Krynn, L'Ombre de la reine des dragons, qui paraît en français en 2023, associée à un jeu de plateau, Dragonlance: Warriors of Krynn,. En 2020, Margaret Weis et Tracy Hickman intentent un procès à Wizards of the Coast et réclament 10 millions de dollars américains, principalement pour rupture de contrat : l'entreprise leur avait passé commande d'une nouvelle trilogie de romans en 2017, avant de les informer que ce n'était plus d'actualité à un moment où les auteurs avaient d'ores et déjà écrit le premier tome,. L'affaire parvient à un accord et les auteurs abandonnent leurs poursuites en janvier 2021. En 2023, un projet de série télévisée est en cours, porté par l'acteur Joe Mangeniello, et doit être produit par le studio eOne, alors possédé par Hasbro, dont dépend Wizards of the Coast. Ce projet est abandonné début 2024 après la revente du studio eOne par Hasbro à Lionsgate.

## Présentation de l'univers de fiction

### Conception de l'univers
L'univers de Lancedragon est fondé sur quelques principes fondamentaux que Tracy Hickman nomme des triangles, par opposition à l'affrontement classique manichéen par exemple. Les concepts initiaux sont souvent issus de l'héritage du jeu de rôle Donjons et Dragons, des conceptions philosophiques, religieuses (Hickman est un mormon pratiquant) ou stylistiques des auteurs. Ainsi, l'équilibre des forces cosmiques entre bien, mal, ordre, chaos et neutralité est directement issue du jeu de rôle, et se décline selon les "classes" apparaissant au travers des ordres chevaleresques, magiques ou encore cléricaux. LanceDragon comprend également des intrigues amoureuses (le personnage de Tanis hésitant entre l'elfe Laurana et l'humaine Kitiara).
Les premiers romans et jeux Lancedragon suivent un groupe d'amis de façon continue au travers du cycle de romans, personnages que l'on incarne dans les ouvrages de jeux correspondants, comme le magicien Raistlin Majere et le chevalier Sturm de Lumlane.

### Histoire
L'histoire de l'univers de Krynn est marqué par plusieurs bouleversements.
Le (premier) Cataclysme est la manifestation physique de la colère des dieux, survenue environ trois siècles avant le début de la première trilogie de romans. Le Cataclysme a englouti la cité corrompue d'Ishtar et profondément transformé la géographie du continent d'Ansalonie. Les dieux ont également cessé de faire connaître leur présence et de conférer des pouvoirs de magie divine à leurs prêtres.
Le Second Cataclysme est causé par la présence du Dieu Ionthas/Chaos/Père de Tout et de Rien sur Krynn - le highgod - après que les Irdas l'ont malencontreusement libérés de la Gemme grise. Il déclenche alors une guerre pour la destruction totale de Krynn dont l'issue est le second cataclysme, le départ de tous les dieux, y compris les dieux de la magie.

### Géographie

L'Ansalonie, continent de l'univers de Krynn où se déroulent les œuvres et jeux de Lancedragon, dans son état d'après le premier Cataclysme.

Lancedragon développe le monde de fantasy de Krynn, dont il détaille essentiellement un continent, l'Ansalonie.. Certains lieux reviennent fréquemment dans les romans et les scénarios : la ville de Solace, la cité de Palanthas, les tours de Haute Sorcellerie, la région de Néraka.
En 1989, le continent de Taladas a été dévéloppé, mais très peu utilisé.

### Faune et flore
Les dragons sont emblématiques de la série, tout comme la Lancedragon, l'arme qui peut les tuer. Scénarios et romans mettent en scène plusieurs familles de dragons issues de Donjons et dragons, en particulier les dragons métalliques et les dragons chromatiques. Certains dragons sont bons et d'autres mauvais, apparaissant ainsi comme adjuvants ou comme opposants selon les romans et les scénarios.

### Peuples
Les draconiens : des êtres humanoïdes et reptiliens au service de Takhisis. Les draconiens sont le résultat de la perversion des œufs des dragons du Bien par le biais d'un rituel maléfique. Bien qu'ils possèdent presque tous des ailes, la plupart ne peuvent pas voler. Il existe cinq types de draconiens, qui ont tous leurs particularités : les Baaz, les Kapaks, les Bozaks, les Sivaks et les Auraks (par ordre croissant de puissance). Les Bozaks et les Auraks ont des pouvoirs magiques.

### Factions
Les chevaliers solamniques : issus de Solamnie, les chevaliers ont une histoire glorieuse et sont renommés en tant que défenseurs du bien. Le cataclysme, qu'ils n'ont pas su empêcher, leur a fait perdre la faveur de la population. Au début de la trilogie d'origine, l'ordre solamnique est toujours puissant, mais il est rongé par des querelles internes et une adhérence trop stricte à des règles désuètes.
Les trois Ordres de Haute Sorcellerie et le Conclave des magiciens : l'Ordre Blanc (dédié à Solinari, dieu de Lumière de la Lune blanche), l'Ordre Rouge (dédié à Lunitari, déesse neutre de la lune rouge), et l'Ordre Noir (dédié à Nuitari, dieu de Ténèbres de la lune noire) forment le corps de contrôle de la magie "profane focalisée" par opposition à la magie divine ou à la magie illégale des sorciers. Ils ont érigé les Tours de Haute Sorcellerie, ouvert des portails pour les relier et créés les Orbes Draconiques. Gardiens de la Magie, les trois ordres travaillent ensemble sous le contrôle du Conclave formé des trois grands maîtres : Par-Salian chef des robes Blanches, Justarius chef des robes Rouges et LaDonna chef des robes Noires. Par-Salian est le Haut Mage, chef de tous les Ordres... mais le conclave connaît des changements lors des différentes trilogies.

### Magie

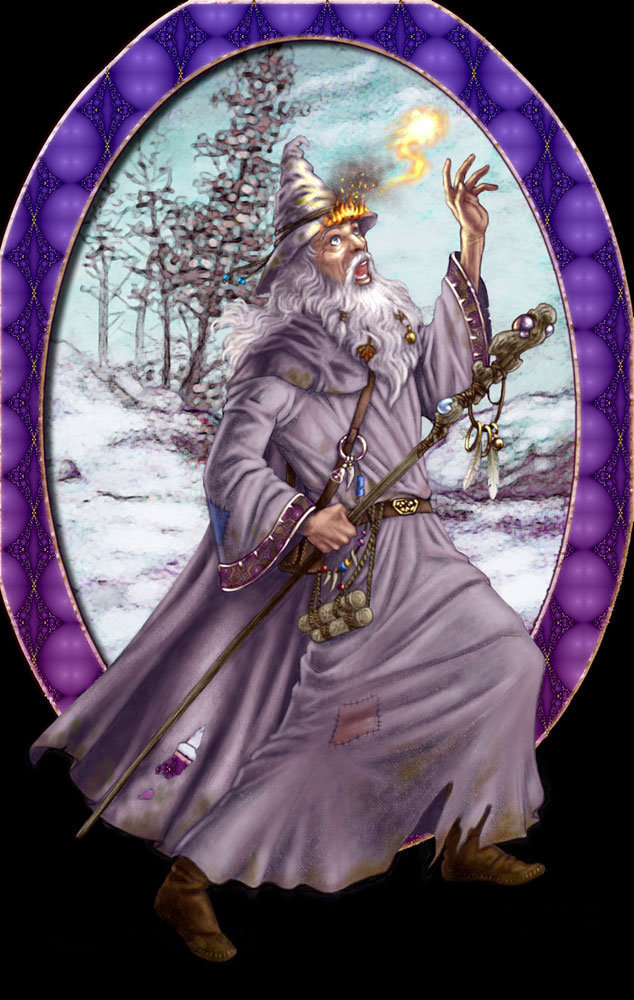
Fizban le Fabuleux, l'un des sorciers principaux des romans et jeux Lancedragon. Illustration par Vera Gentinetta, 2007.

Lancedragon met en scène la magie, élément définitoire des univers de fantasy. L'un des personnages principaux des romans et des scénarios est un mage, Raistlin. Plusieurs romans et scénarios montrent des sortilèges spectaculaires (soins de Lunedor sur le forgeron Féros, boules de feu de Fizban pour libérer les héros d'une cage, tempête de feu de Raistlin pour détruire un village ravagé par la peste, sarcophage de Mina pour préserver le corps de Lunedor...) .
Les Lancedragons sont des armes légendaires, spécialement conçues contre les dragons. Elles furent utilisées de par le passé, afin de vaincre la maléfique déesse Takhisis. Le secret de leur fabrication est redécouvert lors de la trilogie d'origine.
Les Orbes draconiques sont aussi des objets très puissants mais également très dangereux, qui peuvent permettre le contrôle de un ou plusieurs dragons. Les héros en retrouvent trois au cours de la trilogie d'origine, mais deux sont rapidement détruites. Raistlin trouvera la troisième et la contrôlera, mais elle sera également détruite lors de sa quête vers le statut divin. Au cours de la Guerre de la Lance, le roi elfe Lorac tentera d'utiliser l'une d'entre elles, dans le but de sauver son royaume, mais il en perdra le contrôle, précipitant la chute et la malédiction des terres qu'il voulait protéger.

### Divinités
L'univers de Krynn est encadré par plusieurs divinités dont l'existence est certaine et que les personnages principaux des romans ou des scénarios peuvent parfois voir à l'œuvre, ou même contrecarrer dans le cas de divinités maléfiques. 
Chaos, dieu de tout et de rien, créateur suprême de toutes créatures vivantes, a trois enfants :
- Paladine, fils aîné de Chaos, est le dieu suprême du Bien dans les cycles de Lancedragon. C'est un dieu de Lumière, gardien de la loi, protecteur des mortels et parangon de noblesse, père, compagnon et ami des dieux du bien. Il porte les couleurs blanche et platine. Son médaillon de foi, qu'il soit en bois, argent, platine ou céramique, prend la forme d'un triangle, d'un pin ou d'un dragon de platine. Paladine est le dieu le plus puissant après Chaos et le Haut Dieu ; il est le plus noble des dieux ainsi que le plus impliqué dans la vie du monde, et celui qui s'intéresse le plus à ses fidèles sur Krynn. Il intervient souvent sur Krynn sans pour cela priver les mortels de leur libre-arbitre. Il se déguise souvent en simple mortel pour parcourir Krynn et prodiguer aide et conseils aux héros et aux héroïnes.
- Takhisis, la Reine des ténèbres, matriarche des dieux du Mal, s'oppose à Paladine. Elle tente régulièrement de prendre le pouvoir sur Krynn.
- Giléan, le dieu du Livre, est le chef de file des dieux de la Neutralité.

Paladine et Mishakal — déesse de la guérison, de la famille et du foyer — ont à leur tour plusieurs enfants : les jumeaux Kiri-Jolith — dieu du courage et de l'honneur — et Habbakuk — dieu des animaux et de la tempérance —, vénérés comme leur père par les Chevaliers solamniques, ainsi que le dieu Solinari — protecteur des magiciens des robes blanches.
L'univers possède des personnages de prêtres et de prêtresses (Elistan ou la maîtresse de la Nuit, ou encore Mina, Roi-Prêtre Beldinas). La trilogie de Margaret Weis, Dark Disciple, est centrée sur les conflits divins.

## Romans de Weis & Hickman

### Contexte
Si Tracy Hickman a inventé le principe du monde de Lancedragon, c'est toute une équipe qui a permis son développement. Parmi cette équipe figure une romancière, Margaret Weis, qui a rédigé les premiers romans selon les scénarios de Hickman, et a publié, depuis, plusieurs cycles ainsi que des histoires courtes, souvent prémisses des trilogies. Voici quelques exemples de romans/nouvelles communes dont les huit premiers ont déjà fait l'objet d'une réédition en VF par Milady :
- la trilogie initiale (Dragons d'un crépuscule d'automne, Dragons d'une nuit d'hiver, Dragons d'une aube de printemps), aussi appelée les Chroniques de Lancedragon, et plus récemment les Chroniques perdues (Dragons des profondeurs, Dragons des cieux, Le Mage aux sabliers)
- la trilogie des Légendes (Le Temps des jumeaux, La Guerre des jumeaux, L'Épreuve des jumeaux)
- la seconde génération (recueil de cinq nouvelles autour des enfants des héros de la Lance) puis Dragons des flammes d'été
- la trilogie de la Guerre des âmes

Margaret Weis est aussi l'auteur de romans rédigés sans Tracy Hickman autour de la jeunesse de Raistlin, du premier bataillon des ingénieurs draconiens, et plus récemment de la trilogie de la Disciple des Ténèbres centrée sur le personnage de Mina.
Les héros de la Lance et des légendes sont un groupe d'amis et d'amants dont les premières œuvres de Weis & Hickman nous racontent les aventures pendant les différentes guerres subies par Krynn. Ces héros, au destin souvent éclatant, restent chers au cœur des fans des séries...

### Résumé des romans principaux
Sauf indication contraire, les romans cités ici sont écrits par Weis & Hickman
Le monde de Krynn a subi, il y a quelque trois siècles, un terrible cataclysme (chute d'une montagne enflammée, envoyée par les dieux pour punir les habitants de Krynn) qui a presque détruit toutes les civilisations qui s'y trouvaient. L'Ansalonie, en particulier, a été scindée en plusieurs sous-continents dans l'hémisphère sud de Krynn, laissant les populations dans des situations misérables : famines, épidémies, etc. Les moyens de transport et de communication avaient disparu, les différentes populations s'étaient fermées aux personnes et coutumes étrangères... Depuis ce cataclysme, les choses se sont un peu améliorées sans qu'une situation paisible ne s'installe. C'est même l'inverse qui semble se préciser : on parle de rumeurs de guerriers venant du nord.
La première trilogie, Chroniques de Dragonlance, traite de la Guerre de la Lance et du rôle des héros (Caramon, Flint, Laurana, Lunedor, Raistlin, Rivebise, Sturm, Tanis, Tass, Tika, etc.) dans sa résolution. À la fin de la guerre, les principaux personnages sont devenus des héros reconnus - certains sont morts mais ont permis de redonner courage aux leurs, certains ont trahi mais ont malgré cela permis la chute de la dictature des seigneurs des dragons, d'autre encore refondent les ordres religieux disparus depuis plus de trois cents ans.
Cette première trilogie est complétée par les Chroniques perdues qui racontent ses épisodes absents.
La seconde trilogie, Légendes de Dragonlance, traite du chemin parcouru par Raistlin, trois ans après la guerre de la lance, pour devenir une divinité en usurpant la place de la Reine des Ténèbres. C'est aussi le récit de la vie que Raistlin partage pendant ces aventures dans le temps avec Caramon (son jumeau), Crysania (révérée fille de Paladine) et Tass. Bien que Raistlin échoue, la trilogie amène à un monde plus serein - Crysania, nouvelle Élue de Paladine, est une femme sage que les épreuves ont marquée ; Tass est lui aussi devenu bien plus sage et sensible au monde qui l'entoure - pour un « kender » ; Caramon a vaincu ses démons et peut retourner à son épouse, Tika, avec laquelle il fonde une famille.
Le second cataclysme survient près de trente ans plus tard - alors que les héros ont pour la plupart laissé de côté leurs prouesses passées. Ce sont leurs enfants qui se retrouvent au cœur des guerres et complots du moment : Nouvelles Chroniques. L'arrivée du Chaos, déité entropique voulant la destruction de la réalité, cristallise toutes les forces, bonnes comme mauvaises, pour que Krynn survive. Seulement, cela se fait à un tel coût que les mortels n'en croient pas leurs yeux - les dieux ont de nouveau disparu, emportant avec eux les dons de la magie divine comme profane. Ce faisant, les mortels restent impuissants devant l'arrivée des dragons monstrueux, tels Malys ou Béryl, qui envahissent l'Ansalonie et tuent pour se nourrir de leurs âmes, les dragons natifs... tels des dieux sur terre, cinq grands dragons chromatiques (blanc, bleu, noir, rouge et vert) se partagent le continent, ne laissant que peu de place aux nations dites libres [trilogie Dragons of a New Age de Jean Rabe].
La trilogie de la Guerre des Âmes montre que la conclusion du second cataclysme n'est qu'une conséquence du vol de Krynn par Takhisis, Reine des Ténèbres, qui se fait appeler l'Unique, qui essaye de reprendre le contrôle de la situation - à la fois en abattant les grands dragons (Béryl, puis Skie, et enfin Malys) et en mettant à mal, au travers de son Élue, Mina, les nations humaines de Solamnie et Taman Busuk [Neraka, Sanction] ou encore elfiques de Qualinesti et Silvanesti - rayées de la carte. Ce n'est que grâce à l'arrivée impromptue de Tass, aux dernières prières d'une Lunedor agonisant devant Takhisis mais ne lui cédant pas, et à l'intervention de Raistlin Majere que les dieux retrouvent la trace de Krynn et la réunisse à son cosmos d'origine. Punie, la reine des Ténèbres devient mortelle et le jeune roi du Silvanesti l'abat pour défendre sa bien-aimée Mina qui le tue pour venger la reine défunte. Paladine, dieu du Bien, choisit volontairement d'être déchu de son statut pour devenir lui aussi mortel, un ancien dieu parcourant Krynn.
Dans la trilogie Le Sombre Disciple de Margaret Weis, après la guerre, on retrouve Mina confrontée à la mort de sa déesse, qui se tourne vers le dieu de la Mort, Chemosh. Celui-ci crée un nouveau type de morts-vivants, tout dévoué à sa cause pense-t-il, mais qui vouent plutôt un culte à Mina. Celle-ci montre au fur et à mesure des intrigues tissées par des dieux mineurs (Zeboïm, Nuitari, voire Majere) des dons de plus en plus importants, à tel point qu'elle en arrive à manipuler les éléments comme seuls les dieux le peuvent - et c'est la révélation que fait le dieu Majere - qu'elle était une déité de lumière piégée par la Reine des Ténèbres à faire le Mal.
À ce moment de la chronologie de l'univers, tous les héros des premiers romans sont morts et ont laissé la place à deux générations, celle de Palin, Usha et Steel ayant elle aussi cédé le pas à celle de ses descendants : le sorcier Ulin Majere, le chevalier de la rose Linsha Majere, Gerard Uth Mondar ex solmanique devenu shériff de Solace, le moine de Majere Rhys Mason et le kender "Nocturne"...

## Personnages principaux

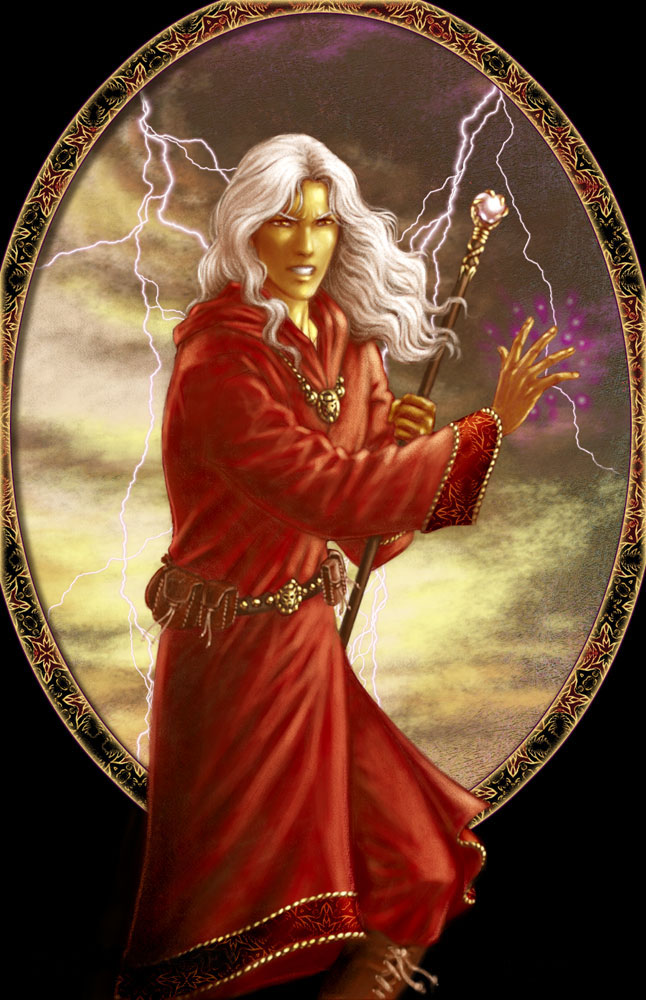
Le magicien Raistlin Majere, l'un des principaux personnages des premiers romans et scénarios. Illustration par Vera Gentinetta, 2007.

- Tanis Demi-elfe : fils bâtard d'une princesse elfe, fils adoptif du roi du Qualinesti, chef des compagnons
- Caramon Majere : fort et doux, sous la coupe de son frère jumeau Raistlin
- Raistlin Majere : magicien cynique et puissant, façonné par une épreuve qui l'a privé de santé mais doté d'un immense pouvoir, jumeau de Caramon
- Sturm de Lumlane : fils d'un chevalier solmanique, plus noble que tous les autres chevaliers même s'il n'a pas encore été adoubé
- Steel de Lumlane : un chevalier noble et froid, fils de Sturm et œuvrant pour les forces du mal
- Lunedor : princesse barbare païenne qui va devenir l'Élue de la déesse Mishakal
- Rivebise : pasteur qui par amour pour Lunedor redécouvre les anciens dieux
- Tasslehoff Racle-pieds : kender, naïf, curieux, et complètement kleptomane
- Flint Forgefeu : nain des collines, exilé volontaire, figure paternelle du groupe
- Gilthanas Kanan : prince elfe Qualinesti, frère de Laurana, guerrier et magicien à ses heures, héros de la nation Qualinesti, au destin tragique
- Laurana Kanan : princesse elfe, qui révèlera sous sa douceur le caractère d'un général
- Tika Waylan : barmaid au grand cœur
- Kitiara Uth Matar : Mercenaire sans Foi ni loi, au cœur de pierre
- Elistan : Élu du dieu suprême du bien, Paladine
- Dalamar le Noir : Apprenti de Raistlin, puis chef de l'Ordre des Robes Noires
- Fizban le Fabuleux : magicien sénile ou divinité sous couvert d'humanité

## Œuvres composant l'univers de fiction

### Jeux de rôle sur table (liste non exhaustive)
Les références se fondent sur le Guide du rôliste galactique.

#### PourAdvanced Dungeons & Dragons(1987-2000)
- 1984-1986 : Chroniques de la Guerre de la Lance, TSR, 14 tomes de scénarios formant une campagne dont l'action correspond à celle des premiers romans. Ces scénarios sont ensuite réédités plusieurs fois sous forme d'intégrales[28].
- 1987 : Dragonlance Adventures, TSR, supplément d'univers et de règles
- 1987 : The Atlas of the Dragonlance World, TSR. Atlas du monde de Krynn, qui décrit le continent d'Ansalonie.
- 1989 : Time of the Dragon, supplément d'univers et de règles.
- 1990 : Monstrous Compendium: Dragonlance, TSR. Bestiaire du monde de Krynn.
- 1992 : Tales of the Lance, TSR.
- 1993 : Dwarven Kingdoms of Krynn, TSR. Supplément consacré aux Royaumes nains.
- 1993 : Leaves from the Inn of the Last Home, TSR.
- 1993 : Player's Guide to the Dragonlance Campain, TSR.
- 1995 : History of Dragonlance, TSR

#### Dragonlance Fifth Age(pour le système SAGA)
- 1996 : Dragonlance Fifth Age, TSR. Livre de base[29].
- 1996 : Heroes of Steel, TSR. Premier volet de la campagne Heroes of...
- 1996 : The Last Tower, TSR.
- 1997 : Fate Deck, TSR. Jeu de 100 cartes d'initiation au jeu de rôle SAGA.
- 1997 : Heroes of Defiance, TSR. Deuxième volet de la campagne Heroes of...
- 1997 : Heroes of Hope, TSR. Troisième volet de la campagne Heroes of...
- 1997 : Heroes of Sorcery, TSR. Quatrième et dernier volet de la campagne Heroes of...
- 1998 : Bestiary, TSR. Bestiaire du monde de Krynn.
- 1998 : Palanthas, TSR. Supplément d'univers décrivant une ville importante du continent d'Ansalonie.
- 1998 : A SAGA Companion, TSR. Supplément de règles.
- 1998 : Seeds of Chaos, TSR. Première moitié de la campagne du Chaos.
- 1998 : Wings of Fury, TSR. Supplément consacré aux dragons du monde de Krynn.
- 1999 : Chaos Spawn, TSR. Seconde moitié de la campagne du Chaos.
- 1999 : Citadel of Light, TSR. Supplément sur les mystiques (prêtres).
- 1999 : The Sylvan Veil, TSR. Supplément sur le Silvanesti, pays des elfes, contenant aussi un scénario.

#### Pour le d20 System
- 2003 : Margaret Weis et Donald Perrin (dir.), Dragonlance Campaign Setting, Wizards of the Coast. Livre de base. Version française : Univers, éditions Spellbooks, 2004[30].
- 2003 : Age of Mortals, Sovereign Press.
- 2004 : War of the Lance, Sovereign Press.
- 2004 : Key of Destiny, Sovereign Press. Premier volet d'une campagne en trois volumes.
- 2005 : Specter of Sorrows, Sovereign Press. Deuxième volet de la campagne.
- 2006 : Price of Courage, Sovereign Press. Troisième et dernier volet de la campagne.
- 2006 : Legends of the Twins, Sovereign Press.
- 2006 : Dragons of Autumn, Sovereign Press. Adaptation au d20 System des scénarios correspondant aux quatre premiers romans Lancedragon.
- 2006 : A Practical Guide to Dragons, Sovereign Press.

#### PourDonjons et Dragons5e édition
- 2023 : Dragonlance. L'Ombre de la Reine des dragons, Wizards of the Coast[16]. Campagne.

### Romans
Trois maisons d'édition ont traduit les romans LanceDragon en français. Tout d'abord la maison d'édition Carrere de 1986 à 1990, puis de 1996 à 2007, la maison d'édition Fleuve noir. Les traductions publiées par cette dernières ne reprenaient pas nécessairement l'intégralité du texte original. Le contrat liant Fleuve Noir à Wizards of the Coast pour ces romans a pris fin en 2007. Les éditions Bragelonne reprennent ensuite la publication des romans en août 2008 dans le label Milady. Les romans sont publiés dans leur version intégrale et reprennent le nom du cycle américain : DragonLance.
En 2008, la franchise avait donné lieu à la publication de plus de 190 romans.
Certains romans connaissent des adaptations en livres audios sous forme de cassettes audio dans les années 1990, comme la Trilogie des jumeaux adaptée dans des versions abrégées chez Random Audio en 1996 sous la forme de deux cassettes narrées par Peter MacNicol.

### Autres livres
- Greg Fahlgren et Nancy Fahlgren, The Dragonwand of Krynn, TSR, collection "1 contre 1", 1987.  (ISBN 0880384603). Livre-jeu se jouant à deux[33].
- Margaret Weis et Tracy Hickman (dir.), The Art of the Dragonlance Saga, TSR, 1998, 128 pages[34].  (ISBN 0-7869-1181-6) Recueil d'illustrations.

### Cinéma
Un film d'animation de Will Meugniot est sorti en DVD en janvier 2008 sous le nom Dragonlance: Dragons of Autumn Twilight, avec les voix, notamment, de Kieffer Sutherland, Lucy Lawless, et Michael Rosenbaum,. Il n'a pas été diffusé en France.

### Jeux vidéo

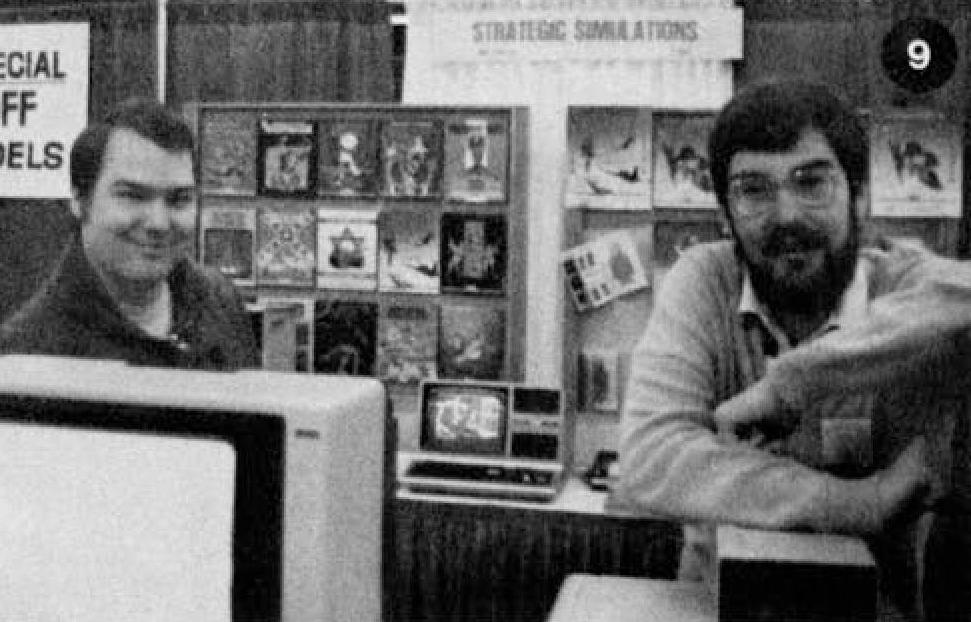
Deux membres du personnel de Strategic Simulations en 1989. Ce studio américain de développement conçoit plusieurs jeux vidéo dans l'univers de Lancedragon à la fin des années 1980 et au début des années 1990.

L'univers de Lancedragon a servi à plusieurs reprises de cadre pour des jeux vidéo.
- Trilogie Champions of Krynn :
  - Champions of Krynn, jeu vidéo de rôle, Strategic Simulations, 1990
  - Death Knights of Krynn, jeu vidéo de rôle, Strategic Simulations, 1991
  - The Dark Queen of Krynn, jeu vidéo de rôle, Strategic Simulations, 1992
- Trilogie Heroes of the Lance :
  - Heroes of the Lance, jeu d'action, Strategic Simulations, 1988
  - Dragons of Flame, jeu d'action et de rôle, Strategic Simulations, 1989
  - Shadow Sorcerer, jeu vidéo de rôle, Strategic Simulations, 1991
- Autres titres :
  - War of the Lance, jeu vidéo de wargame, Strategic Simulations, 1989
  - DragonStrike, jeu vidéo de rôle et simulateur de vol de combat, Strategic Simulations, 1990

### Jeux de société
Un jeu de plateau DragonLance: Warriors of Krynn conçu par Stephen Baker et Rob Daviau, est édité par Wizards of the Coast en 2023 et peut être utilisé conjointement avec la campagne de jeu de rôle sur table L'Ombre de la reine des dragons pour Donjons et Dragons 5e édition. Il reçoit des critiques mitigées en raison du faible rapport qualité-prix du matériel de jeu par rapport aux autres jeux du moment et du travail préparatoire fastidieux qu'il nécessite,.

### Comics
Ces bandes dessinées sont parues chez Devil's Due Publishing.

#### Dragonlance Chronicles
- The Legend of Huma
- Dragons of Autumn Twilight
- Dragons of Winter Night
- Dragons of Spring Dawning

### Comédie musicale
Une comédie musicale russe, dont le titre international anglais est Dragonlance : The Last Trial (Lancedragon : La Dernière épreuve), a été composée par Anton Kruglov sur des paroles d'Elena Hanpira. Elle développe une intrigue inspirée de la trilogie de romans Dragonlance Legends,. En projet depuis la fin des années 1990, le spectacle a été finalement créé en 2014.

## Accueil et postérité
Lancedragon constitue l'un des univers de jeu de rôle sur table les plus anciens et les plus développés. Il attire et garde une communauté de fans active qui contribue à sa longévité. Il constitue alors parfois une porte d'entrée vers le genre de la fantasy et des littératures de l'imaginaire. La première campagne de jeu de rôle situé dans cet univers, les Chroniques de la Guerre de la Lance, est considérée comme d'excellente qualité. La première tétralogie des romans est également marquante pour le lectorat de fantasy de l'époque car elle se distingue alors par sa qualité comparée aux autres novélisations d'univers de jeux de rôle, notamment grâce au soin apporté à la psychologie des personnages. Cependant, les romans suscitent parfois des réactions épidermiques et deviennent un exemple classique de romans supposément mauvais mais très vendus et très appréciés, traduits en plusieurs langues.

## Analyse
Lancedragon s'inscrit dans un courant la fantasy fortement influencé par J. R. R. Tolkien et son univers de la Terre du Milieu. On retrouve ainsi dans Lancedragon certains peuples similaires, comme les elfes et les nains, leur opposition déjà présente chez Tolkien, et l'amitié improbable entre l'elfe Legolas et le nain Gimli, reprise dans Lancedragon via l'amitié entre Tanis Demi-Elfe et le nain Flint Forgefeu. L'univers reprend également la division des elfes en deux royaumes, en l'occurrence le Qualinesti et le Silvanesti. La notion d'un groupe de héros lancés dans une quête est également reprise, comme dans de nombreux autres cycles, et devient un élément du genre. La représentation des dragons s'écarte cependant d'un pur manichéisme du dragon comme créature uniquement maléfique, pour représenter des dragons parfois bienveillants, tendance déjà présente chez d'autres univers de fantasy de la même période après Tolkien. De plus, Lancedragon ne se contente pas de copier Tolkien, mais intègre d'autres influences très présentes dans la fantasy américaine de plus ou moins longue date : celle de Conan le Barbare de Robert E. Howard, paru dès les années 1930, et celle, plus directe, du jeu de rôle Donjons et Dragons, dont les prémices ludiques, les archétypes et le bestiaire influencent fortement les univers conçus pour ce jeu et les séries romanesques qui en dérivent, comme Lancedragon, les Royaumes oubliés et autres, au point que certains auteurs parlent de ludic fantasy à propos de ces romans,.
En France, Anne Besson, chercheuse spécialiste de la fantasy et des littératures de genre, remarque que la publication en français des romans Lancedragon s'est faite sous l'impulsion de Jacques Goimard au sein des éditions Fleuve noir, qui cherchait à « coller au marché » en publiant des séries romanesques adaptées de jeux de rôle. Les amateurs français, soucieux de défendre la science-fiction, ont dévalorisé ces séries. Elle remarque que la qualité de ces séries n'est pas à juger avec les critères de la littérarité et que leur traduction en français a contribué à l'émergence d'auteurs français et d'éditeurs qui ont commencé par publier ce type de novélisations avant de lancer des auteurs français.